# Paracleistostoma wardi
Paracleistostoma wardi is een krabbensoort uit de familie van de Camptandriidae. De wetenschappelijke naam van de soort is voor het eerst geldig gepubliceerd in 1926 door Rathbun.